# 山口弘務
山口 弘務（やまぐち ひろちか）は、常陸牛久藩の第7代藩主。越後新発田藩主・溝口直温の7男。母は杉浦豊。通称は勝之進。官位は従五位下、伊豆守。

## 経歴
安永9年（1780年）10月29日、弘道の養嗣子となり、その養女（姪）を正室として迎えた。天明元年12月15日（1782年）、将軍徳川家治に御目見する。天明3年（1783年）11月4日、養父弘道の死去により跡を継いだ。同年12月18日、従五位下・伊豆守に叙任した。家督相続から4年後の天明7年（1787年）10月20日、31歳で死去した。嗣子がなく、家督は弘道の長男・弘致が継ぐこととなった。法号は剣外逸竜弘務院。

## 系譜
父母
- 溝口直温（実父）
- 杉浦豊 ー 側室（実母）
- 山口弘道（養父）

正室
- 山口弘道の養女、山口弘倉の娘

養子
- 山口弘致 ー 山口弘道の長男